# ГДР на зимних Олимпийских играх 1972
На Зимних Олимпийских играх 1972 года ГДР представляло 42 спортсмена (29 мужчин, 13 женщин), выступавших в 7 видах спорта. Они завоевали 4 золотых, 3 серебряных и 7 бронзовых медалей, что вывело сборную ГДР на 2-е место в неофициальном командном зачёте.

## Медалисты
| Медаль  | Спортсмен                                              | Вид спорта         | Дисциплина                             |
| ------- | ------------------------------------------------------ | ------------------ | -------------------------------------- |
| Золото  | Вольфганг Шайдель                                      | Санный спорт       | Мужчины, одиночки                      |
| Золото  | Хорст Хёрнляйн Райнхард Бредов                         | Санный спорт       | Мужчины, двойки                        |
| Золото  | Анна-Мария Мюллер                                      | Санный спорт       | Женщины, одиночки                      |
| Золото  | Ульрих Велинг                                          | Лыжное двоеборье   | Мужчины, индивидуальное первенство     |
| Серебро | Хансйорг Кнауте                                        | Биатлон            | Мужчины, индивидуальная гонка на 20 км |
| Серебро | Харальд Эрих                                           | Санный спорт       | Мужчины, одиночки                      |
| Серебро | Уте Рюрольд                                            | Санный спорт       | Женщины, одиночки                      |
| Бронза  | Хансйорг Кнауте Иоахим Мейшнер Дитер Шпеер Хорст Кошка | Биатлон            | Мужчины, эстафета 4 x 7,5 км           |
| Бронза  | Мануэла Гросс Уве Кагельман                            | Фигурное катание   | Спортивные пары                        |
| Бронза  | Вольфрам Фидлер                                        | Санный спорт       | Мужчины, одиночки                      |
| Бронза  | Клаус Бонзак Вольфрам Фидлер                           | Санный спорт       | Мужчины, двойки                        |
| Бронза  | Маргит Шуман                                           | Санный спорт       | Женщины, одиночки                      |
| Бронза  | Карл-Хайнц Люк                                         | Лыжное двоеборье   | Мужчины, индивидуальное первенство     |
| Бронза  | Райнер Шмидт                                           | Прыжки с трамплина | Мужчины, большой трамплин              |